# Dysnai
Dysnai je jezero v Litvě. Má rozlohu 24,009 km² a průměrnou hloubku 3 m. Maximální hloubky dosahuje 6 m.

## Pobřeží
Pobřeží je mělké a jezero má lopatkový tvar. Rozkládá se na severovýchodním okraji Baltského pojezeří a má morénový původ.

## Vodní režim
Odtéká z něj řeka Dysna.